# Dampleux
Dampleux – miejscowość i gmina we Francji, w regionie Hauts-de-France, w departamencie Aisne.
Według danych na styczeń 2014 roku gminę zamieszkiwały 442 osoby, a gęstość zaludnienia wynosiła 53,8 osób/km².